# Cosmosoma crathidina
Cosmosoma crathidina là một loài bướm đêm thuộc phân họ Arctiinae, họ Erebidae.